# اسپکت کو
اسپکت کو (انگلیسی: Aspect Co.) شرکت بازی ویدئویی آمریکایی است، که در سال ۱۹۹۱ تأسیس شد.